# Dašnica (Aleksinac)
Dašnica (Servisch: Дашница) is een plaats in de Servische gemeente Aleksinac. De plaats telt 115 inwoners (2002).